# Damiano Sonzogni
Damiano Sonzogni (San Pellegrino Terme, 5 marzo 1968) è un allenatore di calcio ed ex calciatore italiano, di ruolo difensore.

## Carriera
Ha totalizzato 82 presenze in Serie B tutte con la maglia dell'Albinoleffe; in seguito milita per una stagione e mezza nella Caravaggese, e quindi nella Voluntas Osio, squadra bergamasca del campionato di Eccellenza lombarda.

## Dopo il ritiro
Inizia la stagione 2008-2009 come allenatore-giocatore nella Voluntas Osio, da cui viene esonerato dopo la prima giornata. Dopo una stagione nei quadri tecnici della Primavera dell'Albinoleffe, abbandona il mondo del calcio per tornare ad impiegarsi in fabbrica, riprendendo il mestiere che aveva praticato nel corso della prima parte della carriera tra i dilettanti. Nell'estate del 2017 dopo quattro anni alla guida del San Pellegrino in Prima Categoria si accasa all'ASD Zognese, squadra della Seconda Categoria bergamasca, nella quale rimane anche per la stagione 2018-2019.

## Palmarès

### Giocatore

#### Competizioni nazionali
- Coppa Italia Serie C: 1

Albinoleffe: 2001-2002
- Campionato italiano Serie C2: 1

Lumezzane: 1996-1997